# Sancus bilineatus
Sancus bilineatus is een spinnensoort in de taxonomische indeling van de strekspinnen.
Het dier behoort tot het geslacht Sancus. De wetenschappelijke naam van de soort werd voor het eerst geldig gepubliceerd in 1910 door Tullgren.